# Кумуляция (литературоведение)
Кумуля́ция (в литературоведении и фольклористике) (лат. cumulatio — увеличение, скопление) — термин, используемый в разных значениях:
1. Способ построения композиций хроникальных и многолинейных повествовательных и драматических сюжетов. События в хроникальных сюжетах не имеют между собой причинно-следственных связей и соотнесены друг с другом лишь во времени, как это имеет место, к примеру, в «Одиссее» Гомера, «Дон Кихоте» Сервантеса, «Дон Жуане» Байрона. В многолинейных сюжетах одновременно, параллельно одна другой, развертываются несколько событийных линий, связанных с судьбой разных лиц и соприкасающихся лишь эпизодически и внешне. Такова сюжетная организация «Анны Карениной» Л. Н. Толстого и «Трёх сестёр» А. П. Чехова.
2. Способ построения сюжетной композиции фольклорных произведений, который заключается в присоединении однородных мотивов в определённом порядке до обозначенного предела.

Говоря о кумуляции в фольклоре, имеется в виду традиционный фольклор, а не постфольклор, где архаичный принцип построения сюжета стал непопулярным. Кумулятивный принцип применяется в обрядовом фольклоре (заговоры), в сказочном фольклоре (сказка), в детском фольклоре (колыбельные песни, пестушки, потешки, заклички, считалки, детский юмористический фольклор).